# Iquitosa scalprata
Iquitosa scalprata är en insektsart som beskrevs av Ronald Gordon Fennah 1945. Iquitosa scalprata ingår i släktet Iquitosa och familjen Derbidae. Inga underarter finns listade i Catalogue of Life.